# 루이스 카를루스 페르난지스
루이스 카를루스 페르난지스(포르투갈어: Luis Carlos Fernandes, 1985년 7월 25일 ~ )는 브라질 모지과수 출신의 전 축구 선수이다. K리그 등록명은 루이지뉴였다.

## 축구인 경력

### 클럽 경력
2007년 1월 5일 대구 FC로 이적하였고, K-리그 입단 첫 해인 2007년 컵 대회에서 9경기에 출전하여 7골로 득점왕을 차지하였다. 이듬해인 2008년부터는 울산 현대로 이적해 두 시즌 간 21경기에서 9골을 넣었고, 2009 시즌이 끝난 후 쿠웨이트의 알아라비로 이적하였다.
2011년 인천 유나이티드로 이적하며 한국 무대에 복귀하였으나 7경기 출전 1골에 그치고 고국 브라질로 복귀하였다.
2013년 7월 광주 FC로 이적하였다.
2016년을 마지막으로 현역 생활을 정리하였다.

## 주요 경력
- 삼성 하우젠 K-리그 컵 2007 득점왕